# العيدة (الحديدة)

تعديل مصدري - تعديل

العيدة هي إحدى قرى مديرية الزهرة، التابعة لمحافظة الحديدة اليمنية، بلغ تعداد سكانها 2416 نسمة حسب الإحصاء الذي جرى عام 2004.